# Cosmovisión

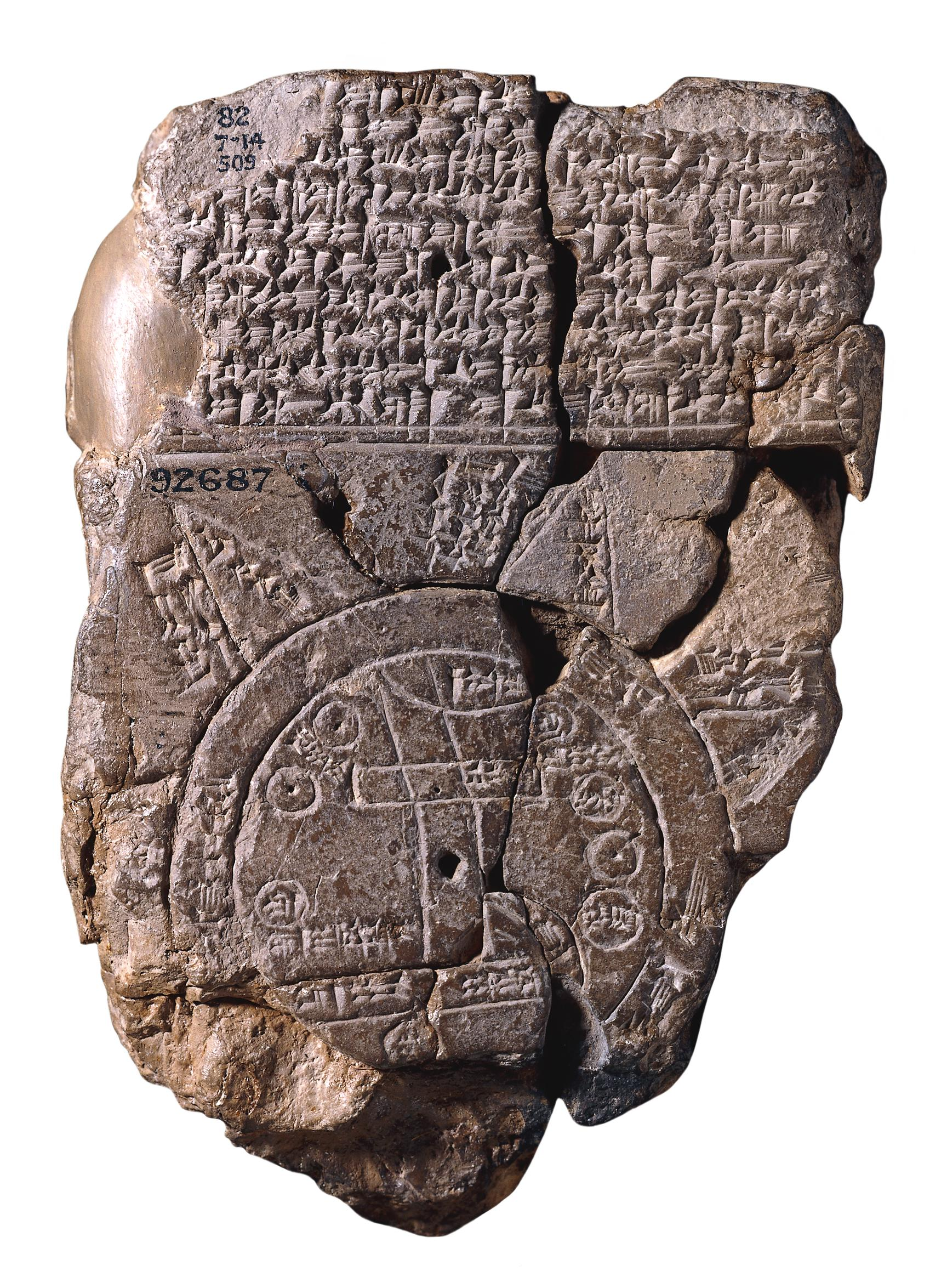
Tablilla babilónica de Sippar. Es una tablilla de arcilla del, escrita en acadio, con la representación más antigua del mundo conocido, o ecúmene, en aquel momento. Muestra la visión de cómo creían los babilónios que se originó y ordenó el Universo según la cosmovisión de Mesopotamia.

Una cosmovisión es una imagen o figura general de la existencia, realidad o mundo que una persona, sociedad o cultura se forman en una época determinada. Suele estar compuesta por determinadas percepciones, conceptualizaciones y valoraciones sobre dicho entorno. 
A partir de las acciones, los agentes cognitivos (sean estos personas o sociedades) interpretan su propia naturaleza y la de todo lo existente, y definen las nociones comunes que aplican a los diversos campos de la vida, como la política, la economía, la ciencia, la religiosa, la moral o la filosofía. Así que, a fin de cuentas, se trata de la manera en que una sociedad o persona percibe el mundo y lo interpreta.

### Definición
Una cosmovisión es el conjunto de opiniones y creencias que conforman la imagen o concepto general del mundo que tiene una persona, época o cultura, a partir de la cual interpreta su propia naturaleza y la de todo lo existente. Una cosmovisión define nociones comunes, que se aplican a todos los campos de la vida, desde la política, la economía o la ciencia hasta la religión, la moral o la filosofía.
Cosmovisión (del alemán: Weltanschauung ‘concepción del mundo’) es una expresión introducida por el filósofo Wilhelm Dilthey en su obra Einleitung in die Geisteswissenschaften ("Introducción a las ciencias humanas [entiéndase "espíritu" -Geist- aquí más bien como cultura"], 1914). Dilthey, un miembro de la escuela hermenéutica, sostenía que la experiencia vital estaba fundada —no solo intelectual, sino también emocional y moralmente— en el conjunto de principios que la sociedad y la cultura en la que se había formado. Las relaciones, sensaciones y emociones producidas por la experiencia peculiar del mundo en el seno de un ambiente determinado contribuirían a conformar una cosmovisión individual. Todos los productos culturales o artísticos serían a su vez expresiones de la cosmovisión que los crease; la tarea hermenéutica consistiría en recrear el mundo del autor en la mente del lector. El término fue rápidamente adoptado en las ciencias sociales y la filosofía, donde se emplea tanto traducido como en la forma alemana original.
Una cosmovisión no sería una teoría particular acerca del funcionamiento de alguna entidad particular, sino una serie de principios comunes que inspirarían teorías o modelos a todos los niveles: una idea de la estructura del mundo, que crea el marco o paradigma para las restantes ideas. De este modo, puede pertenecer al ámbito de la filosofía llamado metafísica (aunque también doctrinas tradicionalmente antimetafísicas, como el positivismo o el marxismo puedan constituir una cosmovisión para sus adherentes). Sin embargo, una cosmovisión no es una elaboración filosófica explícita ni depende de una; puede ser más o menos rigurosa, acabada o intelectualmente coherente.
Los sistemas filosóficos, los sistemas de creencias, religiones o sistemas políticos e incluso las ideologías pueden constituir cosmovisiones, puesto que proveen un marco interpretativo a partir del cual sus adherentes y seguidores elaboran doctrinas intelectuales y éticas. Ejemplos son el judaísmo, el cristianismo, el budismo, el islam, el socialismo, el marxismo, el anarquismo, el cientificismo, el humanismo, el nacionalsocialismo, el nacionalismo o el capitalismo, el antropocentrismo, el teocentrismo, el sensocentrismo, etc. Las cosmovisiones son complejas y resistentes al cambio; pueden, por lo tanto, integrar elementos divergentes y aún contradictorios. La afirmación intransigente y autoritaria de la propia cosmovisión es el fundamentalismo.
Los lingüistas y antropólogos como Edward Sapir y Benjamin Lee Whorf han llegado a considerar con bastante certeza aunque extremando el relativismo cultural que el idioma (en especial el idioma materno) resulta una especie de filtro a nivel de lo simbólico que permite, o no, percibir los aspectos de lo real transformándolo en la realidad que puede percibir un sujeto en su universo lingüístico , ejemplo de ello es que los inuit («esquimales») perciben varias especies de nieves y hielos donde un «occidental» se encuentra simbólicamente limitado a percibir solo una (lo mismo se observa en zonas desérticas donde sus habitantes indígenas, como las de los imoshag, beduinos etc. pueden distinguir distintos tipos de arena, formaciones rocosas, meteoros etc.). Un curioso ejemplo ha ocurrido en el Extremo Oriente con los colores azul y verde, ya que en el idioma chino antiguo, en el sinovietnamita, en el idioma thai se usa o ha usado el sinograma 青 para ambos colores. Tal cuestión a veces de un modo curioso se observa en Japón donde a veces se sigue llamando azul ( 青 [ あお ] ao) al verde actualmente llamado ( 緑 [ みどり] midori) lo que no está en tal caso comprobado es que los japoneses de cultura yamato no pudieran distinguir hace siglos el azul del verde; aunque si es probable que consideraran al verde como un matiz del azul. Las limitaciones que pueden implicar las cosmovisiones pueden implicar también aporías para cada sujeto psíquicamente configurado en determinada cosmovisión.

### Principales tipos deWeltanschauungensegún Wilhelm Dilthey
Wilhelm Dilthey desarrolla una tipología de los tres básicos Weltanschauungen o cosmovisiones, a la que considera "típico" (comparable a la noción de "tipos ideales"   de Max Weber) y las formas contradictorias de concebir la relación del ser humano con la naturaleza.
- En el naturalismo, representado por epicúreos de todo tiempo y lugar, el ser humano se ve a sí mismo como determinado por la naturaleza.
- En el idealismo de la libertad (o el idealismo subjetivo ), representada por Friedrich    Schiller y de Immanuel Kant, el humano es consciente de su separación de la naturaleza por su libre albedrío.
- En el idealismo objetivo , representado por GWF Hegel, Baruch Spinoza y Giordano Bruno, el individuo es consciente de su armonía con la naturaleza.

Este enfoque ha influido a Karl Jaspers en su obra Psicología de las cosmovisiones y Rudolf Steiner.

### Carl Gustav Jung
En 1931, el psiquiatra suizoalemán Carl Gustav Jung dedicó un ensayo completo a esta noción.

La palabra alemana Weltanschauung es difícilmente traducible a otro idioma [...]: designa no solo una concepción del mundo sino también la forma en que uno concibe el mundo. Ciertamente hay algo similar en la palabra "filosofía" (pero esta es) más restringida intelectualmente, mientras que la palabra Weltanschauung abarca todo tipo de actitud, incluida la actitud filosófica. Así es como hay Weltanschauungen estéticas, religiosas, idealistas, romanticistas, pragmáticas..., por nombrar algunas. En este sentido, la noción de Weltanschauung es muy similar a la noción de Einstellung (actitud) . Por lo tanto, podemos decir que  Weltanschauung es una actitud expresada en forma de conceptos. ¿Qué se entiende por Einstellung "actitud"? La actitud es una noción psicológica que designa un cierto orden de contenidos psíquicos orientados hacia una meta o lo que se llama representación principal. Se refiere a la voluntad de un individuo, basado en la experiencia, para responder de cierta manera a una persona, un grupo social , un objeto, una situación o una idea de lo que está sucediendo en la cognición (suposiciones y creencias), en el área afectiva (sentimientos y emociones) y conductual (comportamientos). […]

Toda conciencia superior condiciona Weltanschauung. Toda conciencia de razones e intenciones ya está en el germen de la Weltanschauung. Cualquier aumento en el conocimiento y la experiencia es un paso más hacia su desarrollo. Y al mismo tiempo que crea una imagen del mundo, el hombre pensante se transforma a sí mismo.

Tener una Weltanschauung significa (de hecho) formar (simultáneamente) una imagen del mundo y de ti mismo, saber lo que es el mundo y saber lo que eres. […] Este mejor conocimiento posible requiere conocimiento y aborrece presupuestos gratuitos, afirmaciones arbitrarias, opiniones de autoridad. Por el contrario, busca hipótesis sólidamente fundadas, sin olvidar nunca que todo el conocimiento es limitado y está sujeto a errores. […] Todas las Weltanschauungen tienen una tendencia singular a considerarse la verdad  última sobre el universo, cuando es solo un nombre que le damos a las cosas. […] Una Weltanschauung es una hipótesis y no un artículo de fe.
Rascher, Zurich, 1931.
Citado en «Psychologie analytique et conception du monde», en Problèmes de l'Âme moderne, Buchet Chastel, 1976, págs. 95 a 129.

### Weltanschauungen literatura
El término Weltanschauung es empleado por los expertos en literatura para hablar de cosmovisión. Es preferido por algunos ya que es de origen alemán y la lengua alemana tiene más facilidad para crear palabras que designen conceptos abstractos o filosóficos que el español[cita requerida]. Por eso se puede decir que Weltanschauung y cosmovisión son sinónimos aunque quizás el término alemán sea más concreto porque semánticamente está mejor expresado.
A partir de una obra de arte o de un conjunto se puede percibir la Weltanschauung de una época. Especialmente a través de la literatura resulta más fácil dada la capacidad que tiene de transmitir más directamente valores culturales, filosóficos e históricos. De hecho, algunas doctrinas filosóficas han tenido más difusión gracias a la literatura que a tratados filosóficos. Recíprocamente, conocer la Weltanschauung permite llegar a una comprensión más profunda del texto. 
Wilhelm Dilthey establece tres tipos de cosmovisión. Primero la naturalista, que se basa en una concepción causal y empírica del mundo, reflejada en la literatura realista y naturalista. Segundo, la cosmovisión del idealismo de la libertad, que hace referencia al idealismo de Platón, Kant o Fichte, y que en la literatura representa Friedrich Schiller, como ejemplo de la independencia del espíritu y la capacidad de influir y transformar el mundo. Por último, la cosmovisión del idealismo objetivo, que concibe el mundo físico como expresión y desarrollo de la espiritualidad. Este tercero engloba a Goethe, Heráclito o Hegel, que hacen una reconstrucción subjetiva de ese mundo físico.
Por ejemplo, la Weltanschauung del romanticismo sería cómo veían sentían interpretaban y reflejaban el mundo o sus opiniones los románticos; la veneración que sentían por sus antepasados, cómo tenían a la Edad Media por la época ideal en la historia; el creer en la intuición y amar la fantasía y los sueños; la pasión por lo oscuro, la noche, el sufrimiento, la belleza y lo salvaje de la naturaleza… Es decir, la concepción que este periodo literario tenía.

### Cosmovisión y aporías
Las cosmovisiones suelen encontrar como objeciones a las paradojas y más aún a las aporías.

### La cosmovisión y la neurociencia
El filósofo, psiquiatra y luego psicoanalista Lacan asevera que todo sujeto o $  "no habla sino que es hablado" , esta explicación que para muchos resulta polémica (especialmente en cuanto ataca a sus individualismos y egos) es un preanuncio de la explicación neurocientífica de lo que se "piensa" o mejor dicho de los pensamientos  que se reproducen ideológicamente y cosmovisionalmente todavía en la mayoría de los seres humanos, por ejemplo en cada uno de nos-otros/as.
Acorde a estudios neurocientíficos de inicios del siglo XXI, las cosmovisiones son normativas establecidas (generalmente desde la más temprana infancia) en el mismo cerebro: el cerebro humano parece no distinguir lo real de lo imaginario en tanto que desde el orden establecido simbólicamente se suele guiar por lo que cree (por esto la realidad psíquica frecuentemente es diversa de lo real concreto); según estudios neuroevolutivos este problema del psiquismo humano surgió durante la antropogénesis o genealogía del Homo sapiens. Desde hace por lo menos 100 mil años el cerebro humano está apercibido o "preparado"  para repetir actitudes y pensamientos del tipo creencias que en tales prehistóricas situaciones eran adaptaciones exitosas para la supervivencia.